# The Trump Organization
The Trump Organization (en español: La Organización Trump) es una empresa estadounidense, con sede en Manhattan, Nueva York. Se dedica a la gestión de propiedades y hoteles en diferentes países del mundo, así como al desarrollo de diversos proyectos de construcción y bienes inmuebles. Su director ejecutivo era Donald Trump quien dejó su cargo cuando se convirtió en Presidente de los Estados Unidos entre 2017 y 2021.

## Historia

### El comienzo de la Organización Trump
Se fundó por Fred, el padre de Donald, quien la orientó a la construcción y venta de propiedades para la clase media, obteniendo un éxito considerable. La empresa poseyó varios inmuebles y propiedades en diferentes barrios neoyorquinos que le permitieron mantener un régimen económico próspero. Aunque la empresa estaba en constante crecimiento, no poseía gran valor financiero en términos de capital. Sin embargo, cuando Donald Trump asume la directiva, comienza a crecer y ampliar su actividad, encauzándose hacia lo que es actualmente.
El objetivo principal de Donald Trump era hacer que su compañía fuese la más importante dentro de las empresas dedicadas a los bienes inmuebles. El primer gran éxito que cosechó, fue gracias a la adquisición y remodelación de un hotel en las inmediaciones de Grand Central Station. La operación tuvo lugar mediante préstamos y exenciones fiscales, logrando convertirlo en uno de los mejores establecimientos de toda la ciudad. Tras este logro, la organización participó en un proyecto que definiría el nuevo ideal que buscaba: la adquisición del Hotel Gran Hyatt de Nueva York, proyecto con el cual alcanzó la imagen de lujo y prestigio que se buscaba. 
Posteriormente, la organización centró su atención en construir y comprar nuevas propiedades de alto nivel económico, sin relación alguna con viviendas de clase media. Su proyecto más emblemático, es la construcción de la Torre Trump, este nuevo edificio sería la sede de la empresa y se convertiría en su símbolo. Desde entonces no ha parado de crecer, siendo notable su actividad durante los años 80.

### El apogeo de los años 80
Tras sus éxitos, la compañía se dedicó al desarrollo de numerosos complejos y proyectos. Entre ellos, se encuentran lujosos hoteles y edificios, una de sus adquisiciones más significativas es el Hotel Plaza de Nueva York.
La imagen de prestigio que tanto se había buscado desde el comienzo de la presidencia de Donald Trump, finalmente estaba al alcance; la compañía adquirió numerosas propiedades reconocidas y siguió construyendo gran cantidad de edificios y complejos, cada vez más lujosos.
La compañía se expandió a otros sectores y comenzó a facturar cifras que sobrepasaban los miles de millones de dólares. La empresa estaba en pleno auge, controlando diversas propiedades, una aerolínea, revistas e incluso, productos de consumo. Por aquel entonces la Organización Trump se convirtió en aquello que su Director Ejecutivo deseaba.

### La Crisis del 92
Desde comienzos de la década del 80 la economía estadounidense creció, pero la crisis de 1992 puso fin a esta era de extravagancias y lujos, devastando a la economía del país, especialmente al sector inmobiliario, desestabilizando, y en muchos casos desvaneciendo, a miles de compañías en el proceso.
Esta devastadora crisis golpeó severamente a la Organización Trump, paralizando muchos de sus proyectos en desarrollo, devaluando sus propiedades y dejándola desarmada ante las deudas que poseían, por el hecho de que los bancos se negaban a prestar fondos. En esta época el mundo de los bienes raíces se paralizó y todo apuntaba a que iba a desembocar en la bancarrota. Sin embargo Donald Trump mantuvo a la empresa en pie al vender la Trump Shuttle, su propio yate llamado Trump Princess, y parte del Hotel Plaza. Todo ello unido al efectivo que obtenía de su otra compañía, la Trump Entertainment, cuyos casinos le proveían de importantes sumas de dinero, que le permitieron saldar todas sus deudas y restablecer a la compañía.

### La actualidad
Tras superar la crisis, la compañía comenzó a invertir en la construcción de nuevas propiedades, expandiéndose esta vez a clubes, y dando origen a una serie de nuevos hoteles, entre ellos uno en las islas palmeras de la ciudad de Dubái y la serie de Hoteles International Towers & Hotels, presentes en varias ciudades.
Actualmente The Trump Organization maneja propiedades en diferentes ciudades del mundo, incluyendo Nueva York, São Paulo, Panamá, Las Vegas, Los Ángeles, Dubái entre muchas otras. A partir del año 2017, tras el juramento de Donald Trump como presidente de los Estados Unidos, la administración de la empresa pasa a manos de sus tres hijos: Ivanka, Eric y Donald Jr.

## Filiales
- Trump Enterprises Incorporation
- The Trump Corporation
- Trump Development Co.
- Wembley Realty Inc.
- Park South Co.
- Land Corp. of California.
- Trump Magazine
- Trump Mortage

## Propiedades
- Trump International Hotel and Tower (Las Vegas)
- Trump International Hotel and Tower (Chicago)
- Trump International Hotel and Tower (Toronto)
- Trump International Hotel and Tower (Honolulu)
- Trump International Hotel and Tower (Nueva Orleans)
- Trump International Hotel and Tower (Soho)
- Trump International Hotel and Tower (Dubái)
- Trump World Tower
- Torre Trump
- Trump Ocean Club International Hotel & Tower
- Trump Plaza
- Trump International Hotel and Residence Phoenix
- Trump park Avenue
- The Trump Building
- Trump Palace Condominiums
- Trump International Gold Links
- Gran Hyatt Nueva York
- The States at Trump National
- Roversite South/Trump Place
- Daewoo Trump World
- Trump at Cap Cana
- Trump Palace
- Trump Park
- Trump Elite Tower
- Trump Tower by the Sea